# 't Klaverken Buggenhout
't Klaverken Buggenhout is een Belgische krachtbalclub uit Buggenhout die zowel bij de dames als de heren uitkomt in de eerste klasse.

## Geschiedenis
De club werd in 1968 opgericht door Pol Brusselmans als SIMIBU Buggenhout en kreeg het stamnummer 44. In 1977 werd de naam gewijzigd in Krachtbalclub Buggenhout. Na een aantal jaren werd de club opgesplitst en verhuisden de spelers uit Malderen naar de nieuw opgerichte club KBC Malderen. Na verschillende omzwervingen verhuisde de club in 1983 naar hun eigen terreinen aan de Bovendonkstraat en werd de naam van de club gewijzigd in Krachtbalclub 't Klaverken Buggenhout. Ter gelegenheid van de opening van het sportcomplex werd de vierde interland België-Nederland gespeeld. Bij de Belgische ploeg traden enkele Buggenhoutse spelers aan. Bij de dames Ria Verest en Hilde Vertonghen en bij de heren Paul Vertonghen, de vader van voetballer Jan Vertonghen. In 1985 werd satellietclub Aeros Buggenhout opgericht, die op dezelfde terreinen speelde.
De dames werden in 1984 voor het eerst landskampioen en wonnen in 1989 voor het eerst de beker. Tussen 1990 en 1995 volgden nog vier titels en vijf bekers. De heren werden in 1994 landskampioen. Tussen 2006 en 2008 werden de dames nog driemaal opeenvolgend kampioen. In 2017 behaalden de dames opnieuw de beker en in 2019 behaalden de heren 25 jaar na hun eerste opnieuw de landstitel. 
Sinds 1983 organiseert 't Klaverken jaarlijks zijn dorpstornooi. Eind 2016 verhuisde de club naar zijn nieuwe terreinen aan de Platteput.

## Internationaal
Omdat Pol Brusselmans en 't Klaverken Buggenhout ook de bezielers waren van de Internationale Krachtbalfederatie door het oprichten van verschillende nationale krachtbalfederaties in het buitenland, werden in Buggenhout twee Europese kampioenschappen georganiseerd. Ook het dorpstornooi kreeg een internationaal tintje.

## Palmares
Dames
- Landskampioen: 1984, 1990, 1992, 1993, 1995, 2006, 2007 en 2008
- Bekerwinnaar: 1989, 1990, 1991, 1992, 1993, 1995 en 2017

Heren
- Landskampioen: 1994 en 2019

## Speler/speelster van het jaar
Dames
- 1983: Ria Verest
- 1988: Hilde Vertonghen
- 1989: Hilde Vertonghen
- 1990: Marijke Vleminckx
- 1992: Marijke Vleminckx
- 1996: Marijke Vleminckx
- 2009: Hanne Stevens
- 2010: Hanne Stevens
- 2014: Hanne Stevens

Dames belofte
- 2013: Ine De Cock

Heren
- 1994: Wim Goedgezelschap

Heren belofte
- 2015: Bart Devriendt
- 2017: Jonathan Gerlo